# Kris (domstol)
Kris eller Kris-Romani är en traditionell domstol för konfliktlösning bland romer, ursprungligen vlaker och då särskilt Kalderash, men har även tagits över av andra romska grupper. Att inkalla kris är en åtgärd som tas till som sista utväg, om inte annan konfliktlösning har fungerat. De straff som utdöms är vanligen böter eller total uteslutning från den romska gruppen på viss tid. Kris förekommer i flera länder, bland annat Sverige.